# 曼努埃尔·里维拉-奥尔蒂斯
曼努埃尔·里维拉-奥尔蒂斯 （Manuel Rivera-Ortiz；1968年12月23日—）是一位重要的美國攝影師與攝影記者。他住在罗切斯特，纽约，苏黎世。
他出生在瓜亚马区，波多黎各，于1968年。他住在 罗切斯特，纽约，苏黎世。
里維拉 -奧爾蒂斯指出，為他的社會紀實攝影的人的生活條件在欠發達國家。他的照片是在一些博物館永久收藏的，包括喬治伊士曼眾議院國際攝影和電影博物館。 2004年，他收到福措恩的新作攝影獎，2007年藝術家年獎的藝術和文化協會的大羅切斯特。

## 美術館

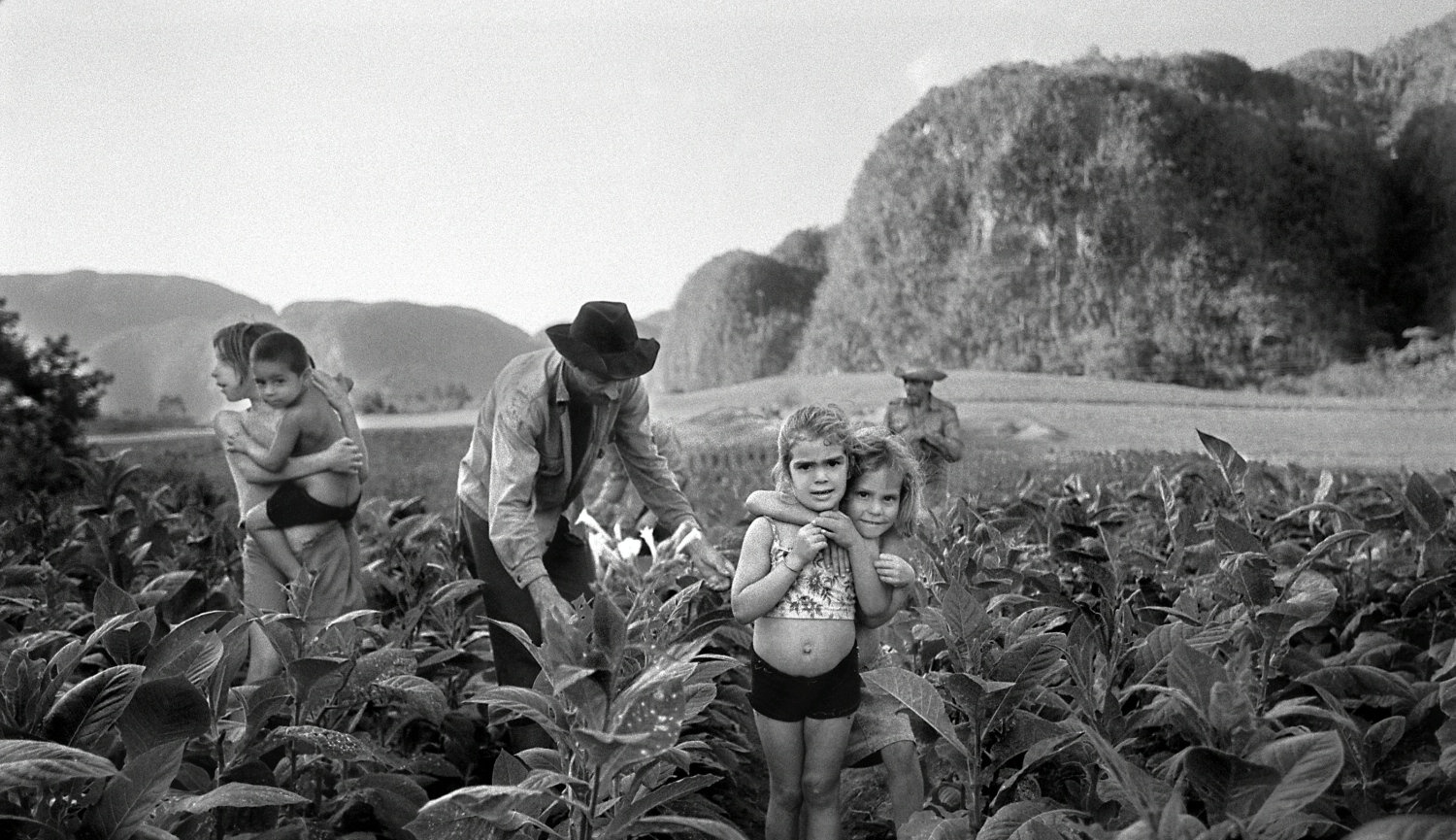
烟草收获, 比尼亚莱斯山谷, 古巴 (2002)
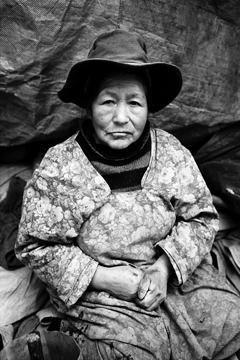
Widow Of The Mines, 波托西, 玻利維亞 (2004)
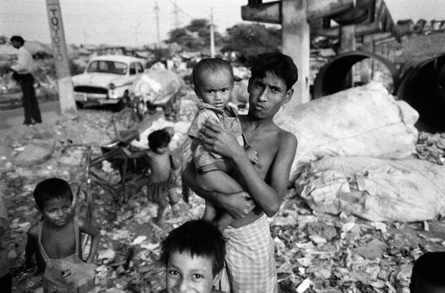
City Dump, 亞穆納河 貧民窟, 新德里, 印度 (2005)

## 相關連結
- Rivera-Ortiz.com （页面存档备份，存于）
- 曼努埃尔·里维拉-奥尔蒂斯基金会 （页面存档备份，存于）